# El Arte del Bolero
El Arte del Bolero ist ein Jazzalbum von Miguel Zenón und Luis Perdomo. Die am 28. September 2020 bei einer Live-Konzertaufführung in der Jazz Gallery, New York City, entstandenen Aufnahmen erschienen am 1. Januar 2021 auf dem Label Miel Music.

## Hintergrund
Der Altsaxophonist Miguel Zenón hat während seiner Karriere viel unternommen, um die Musik seiner Heimat Puerto Rico einem breiteren Publikum zugänglich zu machen, notierte Sam Norris. In seiner 2011 erschienenen Veröffentlichung Alma Adentro: The Puerto Rican Songbook wurde er sowohl für einen Grammy Award als bestes großes Jazz-Ensemble-Album als auch für einen Latin Grammy als bestes Instrumental-Album nominiert. Das Album El Arte del Bolero, das dem Bolero gewidmet ist und im Duo mit dem venezolanischen Pianisten Luis Perdomo entstand, der langjährig mit Zenón zusammenarbeitet, war „Teil einer Reihe von Konzerten, die live aus der ‚Jazz Gallery‘ in New York City übertragen wurden. Es präsentiert eine persönliche Interpretation von sechs traditionellen puerto-ricanischen Liedern.“ Über diese Aufnahme sagte Zenón : „Wir haben diese Musik als Live-Show aufgenommen, alles in einem einzigen Take, ohne viel Vorbereitung außer der Diskussion von Tonarten und einigen grundlegenden Elementen zur Form. Wir waren mehr als angenehm überrascht von den Ergebnissen und beschlossen, dass sie es verdienen, geteilt zu werden.“
Zenón vermerkte in den Liner Notes zum Album, dass er als Instrumentalist einen Großteil seiner Zeit damit verbrachte, das Saxophon zu einer Erweiterung seines schöpferischen Prozesses zu machen. Dabei nutzt er seine Lieblingssänger (etwa Ismael Rivera, Cheo Feliciano und Andy Montañez) und deren Interpretationen als Inspirationsquellen. Die Melodien ihrer Lieder würden durch die Interpretation zu Vehikeln für ihre Kreativität, zur Leinwand, auf der sie ihre Gefühle und Gemütszustände porträtieren. Sie würden nicht einfach beliebige Lieder singen, sondern zumeist Lieder, die sie schon hunderte Male gehört hätten, vertraute Musikstücke, die sie sehr gut kennen. Ähnlich gehe es ihm mit dem Album El Arte del Bolero. „Wir haben Kompositionen aus der Bolero-Ära ausgewählt, die wir sofort spielen konnten, ohne darüber nachzudenken: Lieder aus der Zeit unserer Eltern und Großeltern…. Wenn wir diese Songs spielen, können wir die Texte im Hinterkopf hören - etwas, das eine sehr tiefe Verbindung bietet, die in keiner anderen Situation schwer zu reproduzieren ist. Es ist wirklich beinahe jenseits von vertraut. Diese Songs sind ein Teil von uns.“
So beginnt er das Album mit „Alma Adentro“ zunächst alleine und in einem etwas langsameren Tempo. In den Liner Notes zu El Arte del Bolero erklärt Zenón seine Zuneigung zu „Alma adentro“: „Sylvia Rexach, die Komponistin dieses Stücks, ist eine Favoritin meiner Mutter, und ich war als kleines Kind ihrer Musik ausgesetzt. Dies ist ein Lied, das immer wieder Sehnsucht und tiefe Nostalgie hervorruft, eine Sehnsucht nach Dingen, die nicht mehr da sind.“

## Titelliste

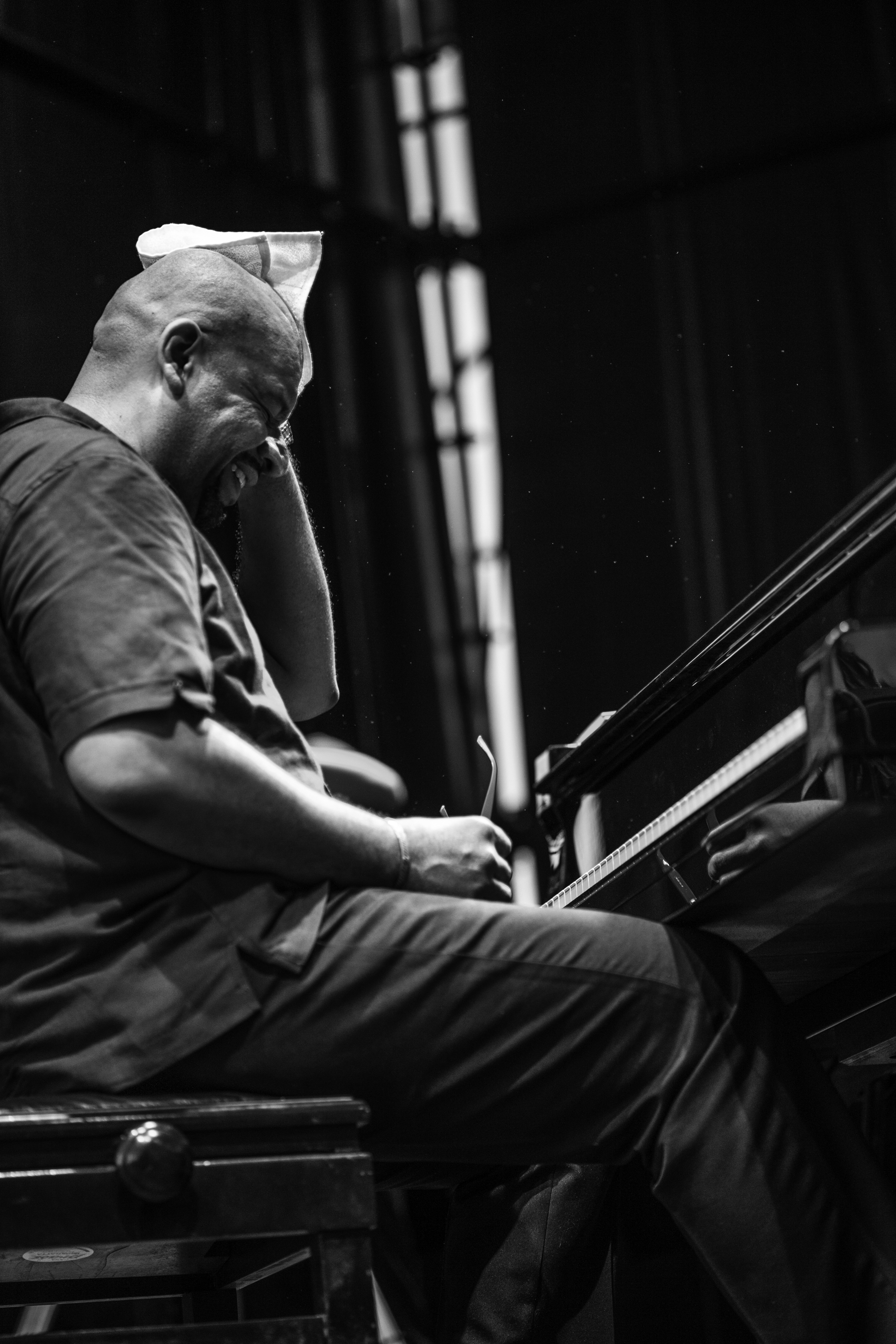
Luis Perdomo beim 19. International Jazz Festival of Punta del Este (2015)

- Miguel Zenón & Luis Perdomo: El Arte del Bolero (Miel Music)

1. Como fue (Ernesto Duarte) – 7:57
2. Alma adentro (Sylvia Rexach) – 9:45
3. Ese hastío (Juan Manuel Solís Fernandez) – 6:47
4. La vida es un sueño (Arsenio Rodríguez Scull) – 9:42
5. Que te pedi (Fernando López Mulens/Gabriel Luna de la Fuente) – 7:11
6. Juguete (Bobby Capó) – 10:26

## Rezeption
Das Album erhielt 2021 eine Nominierung für die Grammy Awards in der Kategorie „Best Latin Album“.
NDR Kultur zeichnete das „intime, beinahe zärtliche“ Album als „Jazz-Album der Woche“ aus: Die Kunst des Bolero, aus der Zenón und Perdomo schöpften, sei, so Mauretta Heinzelmann, eine faszinierende Kultur. „Zwei virtuose Improvisatoren tauchen ein in die Welt ihres musikalischen Ozeans und sie erreichen dabei eine emotionale Intensität, als würden sie um ihr Leben spielen und um das aller Anderen auch.“
Nach Ansicht von Michael Ullman (The Arts Fuse) zeige sich Zenón während des gesamten Albums als Meister seines Instruments. Auf „Que te pedi“ (und anderswo) beginnt Zenón mit einer unbegleiteten Einführung; nach der Soloeröffnung gibt es eine Pause, und dann gebe es in Begleitung von Perdomo eine Überraschung: „Der Saxophonist singt fast die Texte von „Que te pedi“. Das soll nicht heißen, dass Zenón sentimental sei: Er spiele mit einem herben Charme und improvisiere kühn und lebhaft auf vielen der ausgewählten Stücke. Perdomo wiederum spiele mit einer vergleichbaren Poetik und Sensibilität sowohl für die Worte der Lieder als auch für die Möglichkeiten des Akkordspiels.

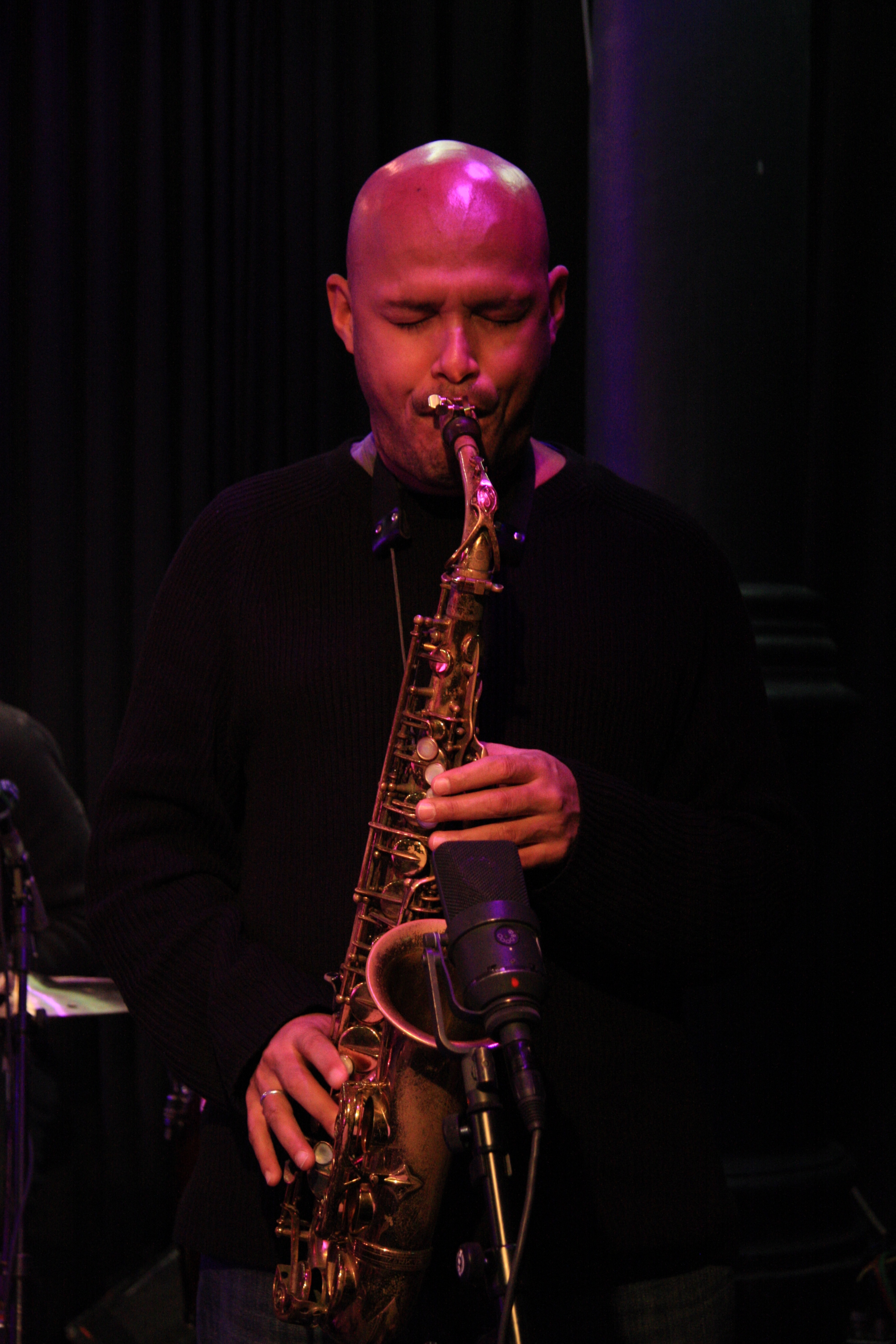
Miguel Zenon 2010 bei einem Workshop in München mit der Band San Francisco Jazz Collective

Johnathan Blackman (Occhi Magazine) schrieb, das Album mit sechs Titeln enthalte einige der beliebtesten Boleros aller Zeiten. Es sind Songs, mit denen Zenón und Perdomo sehr vertraut seien und die ihnen durch ihre Vertrautheit die Freiheit gegeben haben, frei miteinander zu kommunizieren und die Texte über ihre jeweiligen Instrumente zu „singen“. Der erste Klassiker des Duetts ist „Como fue“, bekannt geworden durch Benny Moré. „Zenóns reicher Ton eröffnet den Auftritt mit einer wunderschönen melodischen Kadenz, bevor Perdomos subtiles Spiel hinzukommt, das sich einschleicht, um sich aus dem Nichts dem Saxophon anzuschließen.“ Das Spiel sei lyrisch und fließend, wobei beide Musiker immer wissen, wohin der andere geht. „Alma adentro“ ist ein Titel, der aus Zenóns Album Alma Adentro (2012) wiederbelebt wurde, und es sei ein Lied, das, wie Zenón sagt, „... immer Gefühle der Sehnsucht und tiefen Nostalgie zurückbringt, eine Sehnsucht nach Dingen, die nicht mehr da sind.“ Das Duo wendet sich dann „Ese hastío“ zu, notierte Blackman, einem weiteren Klassiker, für den das Duo eine Affinität habe. Ihre Inspiration für diese Fassung stamme von Ray Barretto, der das Lied unter einem anderen Titel, als „Piensa en mi“ aufgenommen hat. Die freudigen Harmonien, aus denen „La vida es un sueño“ bestehe, verberge die tragische Geschichte von Arsenio Rodriguez, der nach einem Unfall in seiner Kindheit erblindete und dieses Lied komponierte, als er erfuhr, dass sein Sehvermögen nicht wiederhergestellt werden konnte. Zenóns Ton wirke hier reflektierend melancholisch und das Spiel des Duos nehme eine spirituelle Haltung an, fast als ob sie in der Kirche spielen. „Que te pedí“ beginne mit einer großartigen Kadenz, die sich zu einem sehr tanzbaren Anfang dem Klavier anschließt. Der unterstützende rhythmische Antrieb von Perdomo lasse Zenóns Alt darüber schweben, wodurch das traditionelle Cha-Cha-Gefühl entstehe, mit dem sie enden.
Sam Norris (London Jazz News) schrieb, die lateinamerikanische Musik sei berühmt für ihre starke rhythmische Identität, und Zenón besitze sie eindeutig als integralen Bestandteil dessen, wer er musikalisch sei.  Es sei ein Album, das Zenóns Ruf als erstaunlich origineller Interpret des Latin-Jazz-Kanons festige, den Ruf eines Saxophonisten, der die Klänge seiner Jugend mit der Sprache des Bebop und des zeitgenössischen Post-Bop synthetisiere, um eine einzigartig betörende Musikwelt zu schaffen.